# Red Hat Enterprise Linux
Red Hat Enterprise Linux (RHEL) [ɹɛd hæt ˈentə(r)ˌpraɪz ˈlinʊks] ist eine populäre Linux-Distribution, die von der Firma Red Hat hergestellt wird und auf den Unternehmensmarkt abgestimmt ist. Sie gilt in diesem Bereich als Marktführer unter den Linux-Distributionen und genießt eine große Unterstützung durch unabhängige Software-Hersteller.

## Geschichte der Distribution
RHEL hat sich aus der ehemaligen Linux-Distribution Red Hat Linux (RHL) herausgebildet und wurde das erste Mal am 17. Mai 2002 veröffentlicht. Ziel war, eine speziell für Geschäftskunden ausgerichtete Distribution mit entsprechendem Support- und Schulungsangebot aufzubauen. Als Red Hat im September 2003 das Endkundenprodukt Red Hat Linux zugunsten des Fedora-Projekts aufgab, blieb RHEL als einzige von Red Hat vermarktete Linux-Distribution übrig. Red Hat nutzt die Communityarbeit des Fedora-Projekts (das es maßgeblich sponsert), um diese zu RHEL weiterzuentwickeln. RHEL 7 basiert auf einem Mix von Fedora 19 und Fedora 20.

## Varianten
RHEL existiert in verschiedenen Varianten. Dazu gehören die Server-Varianten mit den Versionen Entry Server (ES) und Advanced Server (AS). Die Desktop-Familie enthält den Red Hat Desktop (RHD) und Red Hat Enterprise Linux WS (Workstation). Für diese Produkte ist Update-Support über das Red Hat Network möglich.

## Besonderheiten der „Red Hat Enterprise Linux“
Red Hat Enterprise Linux hebt sich durch eine Reihe von Besonderheiten von anderen Distributionen ab:

### Enterprise-Betriebssystem
RHEL ist ein Enterprise-Betriebssystem, also ein Betriebssystem, das auf die Bedürfnisse großer Unternehmen ausgerichtet ist. Als Enterprise-Betriebssystem ist es deshalb auf Stabilität und lange Wartungszyklen ausgelegt. Man kann RHEL-Versionen bis zu 13 Jahre lang nutzen, ohne Pakete bzw. Softwareversionen migrieren zu müssen, weshalb es für den kommerziellen Einsatz geeignet ist. Für RHEL bieten große Softwarehäuser wie Oracle oder SAP Zertifikate an, die garantieren, dass deren Software auf RHEL problemlos funktioniert, was analog für große Serverhersteller gilt. Enterprise-Betriebssysteme findet man daher meist auf Workstations und Servern, auf denen ein extrem stabiler Betrieb verlangt wird. (Z. B. in der Wissenschaft, Forschung, Börse, Militär oder Raumfahrt.)

### Lebenszyklus
Der Lebenszyklus einer RHEL-Version beträgt zehn Jahre. In dieser Zeit wird die Verfügbarkeit von Updates und Patches von Red Hat garantiert. Die ersten drei RHEL-Versionen wiesen anfänglich eine siebenjährige Lebensdauer auf. Durch den Erwerb einer Extended Life Cycle Support-Lizenz (ELS) erhält man auch für RHEL 3 und 4 eine Versorgung mit Hotfixes für weitere drei Jahre. Für die RHEL-Versionen 5 bis 7 verlängerte Red Hat nachträglich die Lebenszeit ebenfalls um drei Jahre auf insgesamt 13 Jahre, im Rahmen der sogenannten Extended Life Phase (ELP).
Red Hat unterscheidet zwischen drei „Production“-Phasen:
- Während der ersten Phase („Production 1“) werden noch neue Funktionen hinzugefügt und die Hardware-Unterstützung optimiert, falls sich diese im Fedora-Projekt bewährt haben.
- In der zweiten Phase („Production 2“) werden nur noch neue Gerätetreiber hinzugefügt, wenn dafür keine großen Änderungen notwendig sind.
- In der dritten Phase („Production 3“) empfiehlt Red Hat die Virtualisierung, falls aktuelle Hardware genutzt werden soll. Während der darauf folgenden dreijährigen „Extended Life Phase“ (ELP) wird nur noch ein stark eingeschränkter Support geboten.[2]

Ab RHEL 8 wird nur noch zwischen einer „Full Support“-Phase von fünf Jahren und einer anschließenden Phase von ebenfalls fünf Jahren „Maintenance Support“ unterschieden. Auch hier gibt es danach eine ELP von nun nur noch zwei Jahren (seit RHEL 7).
| Version | Version                             | Support-Ende für Phase … | Support-Ende für Phase … | Support-Ende für Phase … | Support-Ende für Phase …     |
| Version | Version                             | „Production 1“           | „Production 2“           | „Production 3“           | „Extended Lifecycle Support“ |
| --- | ----------------------------------- | ------------------------ | ------------------------ | ------------------------ | ---------------------------- |
| 2.1 | 26. März 2002 (AS) 1. Mai 2003 (ES) | 30. Nov. 2004            | 31. Mai 2005             | 31. Mai 2009             | —                            |
| 3.x | 23. Okt. 2003                       | 20. Juli 2006            | 30. Juni 2007            | 31. Okt. 2010            | 30. Jan. 2014                |
| 4.x | 14. Feb. 2005                       | 31. März 2009            | 16. Feb. 2011            | 29. Feb. 2012            | 31. März 2017                |
| 5.x | 15. März 2007                       | 8. Jan. 2013             | 31. Jan. 2014            | 31. März 2017            | 30. Nov. 2020                |
| 6.x | 10. Nov. 2010                       | 10. Mai 2016             | 10. Mai 2017             | 30. Nov. 2020            | 30. Juni 2024                |
| 7.x | 10. Juni 2014                       | 6. August 2019           | 6. August 2020           | 30. Juni 2024            | 30. Juni 2026                |
| |                                     | „Full Support“           |                          | „Maintenance Support“    |                              |
| 8.x | 7. Mai 2019                         | 31. Mai 2024             | —                        | 31. Mai 2029             | 31. Mai 2031                 |
| 9.x | 17. Mai 2022                        | 31. Mai 2027             | —                        | 31. Mai 2032             | 31. Mai 2034                 |
| Legende:Ältere Version; nicht mehr unterstütztÄltere Version; noch unterstütztAktuelle VersionAktuelle VorabversionZukünftige Version |                                     |                          |                          |                          |                              |

### Softwaremanagement
Red Hat Enterprise Linux wird mit einem grafischen Installer mit dem Namen Anaconda installiert, der auch für Einsteiger leicht bedienbar ist. Bei der Softwareverwaltung setzt Red Hat Enterprise Linux auf den Paketmanager RPM und die Software-Verwaltung yum. Anwendungen und System-Teile werden dabei online auf einem Repository-Server gesucht, von dort als RPM-Package heruntergeladen und installiert. Zur allgemeinen Konfiguration des Systems stehen die system-config-*-Programme zur Verfügung, die jeweils auch grafische Benutzeroberflächen haben. Die system-config-*-Werkzeuge sind nach den üblichen Red-Hat- und Fedora-Prinzipien programmiert – diese legen fest, dass „Management-Tools“ (Hilfsprogramme zur Systemverwaltung) jeweils nur gezielt eine einzige Aufgabe erfüllen und keine exklusive Kontrolle über Konfigurationsdateien benötigen. Administratoren eines Systems müssen trotz Verwaltungswerkzeugen in der Lage sein, beliebige Änderungen manuell in den Konfigurationsdateien vorzunehmen.

#### Software-Repository-Anbieter
Repositories anderer Anbieter verfolgen meist andere Ziele oder eine andere Lizenzpolitik als RHEL. Nennenswert sind hier Dag Wieers, RPM Fusion, RPMForge und atrpms. Diese Quellen sind nicht immer zueinander kompatibel. Darüber hinaus stellen immer mehr Softwareprojekte und Firmen, wie das Mono-Projekt, das GStreamer-Projekt, Skype oder Adobe, eigene Repositories zur Verfügung.

#### EPEL
EPEL (Extra Packages for Enterprise Linux) ist ein vom Fedora-Projekt gepflegtes Repository, das portierte Pakete von Software bereitstellt, die in Fedora selbst, aber nicht in RHEL, CentOS oder Scientific Linux enthalten ist. Weil diese Enterprise-Distributionen auf der Basis von Fedora entwickelt werden, sind meist nur sehr kleine Anpassungen an den Paketen notwendig. EPEL erweitert somit die Enterprise-Distributionen um viele dort nicht enthaltene Anwendungen und Treiber. Da EPEL allein vom Einsatz der Community abhängt, geben Red Hat und das Fedora Projekt für EPEL-Pakete keine Garantien, Support oder Zertifizierungen, wie dies für Pakete im offiziellen RHEL-Repository üblich ist.

### Sicherheit
RHEL integriert vollständig die Kernel-Erweiterung SELinux, um so Mandatory Access Control zu ermöglichen. Neben dem eigentlichen SELinux-Kern wird auch ein grafisches Programm mitgeliefert, mit dem die Aktivitäten von SELinux analysiert und weiter bearbeitet werden können.
Ziel der SELinux-Integration ist, dass insbesondere RHEL 5 den Zertifizierungen EAL4+ und Labeled Security Protection Profile nach dem Common Criteria Standard genügen soll.

### Open Source Assurance
Red Hat bietet für die RHEL-Distribution eine Versicherung an, die gegen Klagen auf geistiges Eigentum an der Software schützt. Diese sind aufgrund von Softwarepatenten möglich. Zum Beispiel schützte die Versicherung vor möglichen Klagen der Firma SCO, die Teile des geistigen Eigentums von Linux beanspruchte (siehe auch SCO gegen Linux).

### LSB-Zertifizierung
Alle RHEL-Versionen wurden durch die Linux Foundation gemäß der Linux Standard Base (LSB) zertifiziert. Diese Zertifizierung stellt sicher, dass RHEL eine Binärkompatibilität zu anderen Linux-Distributionen aufweist, was die Softwareentwicklung und -Migration stark vereinfacht. Während sich ältere RHEL-Versionen nach älteren LSB-Standards richten, sind RHEL 5.6 und 6.0 nach LSB 4.0 zertifiziert.

## Versionen und unterstützte Architekturen
Red Hat Enterprise Linux wird ab der Version 5.x in zwei Varianten (Server oder Workstation) angeboten.

### Red Hat Enterprise Linux 2.x
Red Hat Enterprise Linux 2.x gab es in folgenden Versionen:
- Red Hat Enterprise Linux AS (Red Hat Linux Advanced Server) – i386, IA-64
- Red Hat Linux Advanced Workstation – IA-64
- Red Hat Enterprise Linux ES – i386
- Red Hat Enterprise Linux WS – i386

### Red Hat Enterprise Linux 4.x, 3.x
Red Hat Enterprise Linux 3.x und 4.x wurden in drei Varianten entwickelt:
- Advanced Server (AS, max. 16 CPUs, bis 64 GB RAM)
- Enterprise-Server (ES, 2 CPUs, 8 GB RAM)
- Workstation (WS, 2 CPUs, 64 GB RAM)

Es werden folgende Architekturen unterstützt:
AS, ES, WS:
- x86 (32-Bit, i386-kompatibel)

AS, WS:
- x64 (64-Bit-x86) – AMD64 (x86-64) und Intel 64 (EM64T)
- IA-64 (64-Bit)

AS:
- PowerPC (32-/64-Bit, u. a. Apple Macintosh, IBM iSeries und pSeries)
- IBM-Mainframes (31-/64-Bit, IBM S/390 und zSeries)

### Red Hat Enterprise Linux 5.x
Workstation und Server:
- x86 (32-Bit, i386-kompatibel)
- x64 (64-Bit-x86) – AMD64 (x86-64) und Intel 64 (EM64T)

Weitere unterstützte Architekturen (Server-Version):
- PowerPC (32-/64-Bit, u. a. Apple Macintosh, IBM iSeries und pSeries)
- IBM-Mainframes (31-/64-Bit, IBM S/390 und IBM zSeries)
- IA-64 (64-Bit)

### Red Hat Enterprise Linux 6.x
Workstation und Server:
- x86 (32-Bit, i386-kompatibel)
- x64 (64-Bit-x86) – AMD64 (x86-64) und Intel 64 (EM64T)

Weitere unterstützte Architekturen (Server-Version):
- PowerPC (32-/64-Bit, u. a. Apple Macintosh, IBM iSeries und pSeries)
- IBM-Mainframes (31-/64-Bit, IBM S/390 und IBM zSeries)

### Red Hat Enterprise Linux 7.x
Workstation und Server:
- x64 (64-Bit-x86) – AMD64 (x86-64) und Intel 64 (EM64T)

Weitere unterstützte Architekturen (Server-Version):
- Power7 und Power8 (u. a. IBM iSeries und pSeries)
- IBM zSeries
- Arm v8 bzw. 64-Bit-ARM (Beta), seit 7.4 vollständig[8]

### Red Hat Enterprise Linux 8.x
Workstation und Server:
- x64 (64-Bit-x86) – AMD64 (x86-64) und Intel 64 (EM64T)

Weitere unterstützte Architekturen (Server-Version):
- Power7 und Power8 (u. a. IBM iSeries und pSeries)
- IBM zSeries
- ARM (64-Bit)

### Red Hat Enterprise Linux 9.x
Workstation und Server:
- x64 (64-Bit-x86) – AMD64 und Intel 64 (x86_64-v2)

Weitere unterstützte Architekturen (Server-Version):
- Power9
- IBM Zseries(z14)
- ARMv8.0-A (64-Bit)

## Auf RHEL basierende Linux-Distributionen
Bis Juni 2023 veröffentlichte Red Hat wie bei Open Source üblich den Quelltext von RHEL. Es gibt keine frei verfügbaren RHEL-Bootmedien oder -Images. RHEL kann, wie z. B. auch das (nicht RHEL-basierte) Konkurrenzprodukt SUSE Linux Enterprise Server, nur im Zusammenhang mit Supportverträgen erworben werden. Um dennoch ein frei verfügbares, RHEL-kompatibles Linux anbieten zu können, sind Projekte wie CentOS oder Scientific Linux entstanden. Da alle Quellpakete für die RHEL-Distributionen im Internet bereitstanden, konnten diese Projekte alle frei verfügbaren Pakete kompilieren und auf eigenen Boot-Images und Installationsmedien anbieten. Das Ziel war dabei, meist mit nur geringfügigen Änderungen, eine Distribution zu erzeugen, die vollständig zu RHEL kompatibel ist und ausschließlich aus frei verfügbarer Software besteht. In der Regel mussten daher aus Lizenzgründen einzelne Pakete (z. B. Adobe Reader, Flash Player) aus der Distribution entfernt werden. Umgekehrt konnten zusätzliche Pakete hinzugefügt werden, die ebenfalls frei sind und keine Verpflichtung zum Kauf von Lizenzen oder Supportverträgen mit sich bringen.
Beispiele für Distributionen, die auf RHEL basieren, sind:
- AlmaLinux: Zunächst binärkompatibel zu RHEL als inoffizieller Nachfolger von CentOS. ABI-kompatibel zu RHEL seit 13. Juli 2023.
- CentOS: Ist eine auslaufende weit verbreitete zu RHEL kompatible und freie Enterprise-Distribution. Der Nachfolger CentOS-Stream ist eine Distribution, um neue Pakete für RHEL zu testen.
- ClearOS: Eine kommerzielle, kostenpflichtige Distribution mit dem Ziel, Desktop-Computer als Server bzw. Gateway zu verwenden.
- Conectiva: In Lateinamerika und auf der Iberischen Halbinsel verbreitet.
- Endian Firewall: Für die Funktionen als Router-, Firewall- und Gateway-Sicherheit entwickelt.
- EnGarde: Auf Sicherheit spezialisiert.
- Oracle Linux: Eine kommerzielle Enterprise-Distribution.
- Rocks Cluster Distribution: Eine für Supercomputer und große Rechnerverbünde optimierte Distribution.
- Rocky Linux: Ein Nachfolger von CentOS. Binärkompatibel zu RHEL.
- Scientific Linux: Entwickelt von CERN, Fermilab, ETH Zürich und DESY, keine Version 8, wird eingestellt
- SME Server: Eine Server-Linux-Distribution, die – teilweise durch Plugins von Drittanbietern – für sehr viele Serveraufgaben benutzt werden kann.
- Springdale Linux: von der Princeton University und dem Institute for Advanced Study.
- Vietkey: Vietnamesische Lokalisation.
- White Box Linux: Eine freie Enterprise-Distribution.

## Einsatzgebiete
RHEL wird neben Scientific Linux und Debian auf der Internationalen Raumstation ISS eingesetzt, wie die NASA bekannt gab.
RHEL ist beim Verteidigungsministerium der USA als Standardplattform für serverbasierte Anwendungen, Webdienste, Datenbanken, Netzwerksicherheit und Ähnliches ausgewählt worden. RHEL wird in der US-Armee an zahlreichen Stellen eingesetzt. Das Verteidigungsministerium wurde 2005 zum größten Kunden der Firma Red Hat.
Die nationale Luftfahrtbehörde (FAA) der USA migrierte im Frühling 2006 Server und Workstations zu RHEL. Zuvor wurde eine proprietäre und speziell angepasste UNIX-Plattform verwendet. Nach Angaben von Red Hat wurden dadurch gleichzeitig Kosteneinsparungen als auch Leistungssteigerungen des Systems möglich. Für die Luftfahrtbehörde war das Ziel der Migration, eine ausfallsichere und skalierbare Plattform einzuführen. Trotzdem kam es am 11. Januar 2023 zu einem schweren Systemfehler und daraus folgend zur Nichtverfügbarkeit des Systems für mehrere Stunden, als ein Benutzer unbeabsichtigt eine Datei löschte und damit die Synchronisation eines Backups behinderte.

## Versionen
| Version | Codename (a)     | Veröffentlichung (b) | Unterstützung bis (Extended (c))         | LSB-Zertifizierung | Sonstiges |
| --- | ---------------- | -------------------- | ---------------------------------------- | ------------------ | --- |
| 2.1 | Pensacola/Panama | 17. Mai 2002         | 31. Mai 2009 (…)                         |                    | Kernel 2.4.9, Erste RHEL-Version                                                                                          |
| 3.0 | Taroon           | 22. Oktober 2003     | 31. Oktober 2010 (ELS: 30. Januar 2014)  | 1.3                | Kernel 2.4.21, Unterstützung für AMD64, IBM System z, pSeries, S/390                                                      |
| 3.9 | Taroon           | 12. Juni 2007        | 31. Oktober 2010 (ELS: 30. Januar 2014)  | 1.3                | |
| 4.0 | Nahant           | 15. Februar 2005     | 29. Februar 2012 (ELS: 28. Februar 2015) | 3.0                | Kernel 2.6.9, Erstmalige SELinux-Unterstützung                                                                            |
| 4.9 | Nahant           | 16. Februar 2011     | 29. Februar 2012 (ELS: 28. Februar 2015) | 3.0                | |
| 5.0 | Tikanga          | 14. März 2007        | 31. März 2017                            | 3.1                | Kernel 2.6.18, +Xen, +GFS2                                                                                                |
| 5.1 | Tikanga          | 7. November 2007     | 31. März 2017                            | 3.1                | |
| 5.2 | Tikanga          | 21. Mai 2008         | 31. März 2017                            | 3.1                | |
| 5.3 | Tikanga          | 19. Januar 2009      | 31. März 2017                            | 3.1                | +Block Device Encryption                                                                                                  |
| 5.4 | Tikanga          | 2. September 2009    | 31. März 2017                            | 3.1                | +KVM |
| 5.5 | Tikanga          | 30. März 2010        | 31. März 2017                            | 3.1                | Cifs Win7 Integration, +KVM, +WiFi, Unterstützung für neue AMD-, IBM- und Intel-CPUs                                      |
| 5.6 | Tikanga          | 13. Januar 2011      | 31. März 2017                            | 4.0                | ext4, GCC 4.4, PHP 5.3 |
| 5.7 | Tikanga          | 22. Juli 2011        | 31. März 2017                            | 4.0                | |
| 5.8 | Tikanga          | 21. Februar 2012     | 31. März 2017                            | 4.0                | |
| 5.9 | Tikanga          | 8. Januar 2013       | 31. März 2017                            | 4.0                | Samba 3.6, Microsoft Hyper-V-Unterstützung, OpenJDK 7, FIPS                                                               |
| 5.10 | Tikanga          | 1. Oktober 2013      | 31. März 2017                            | 4.0                | |
| 5.11 | Tikanga          | 16. September 2014   | 31. März 2017                            | 4.0                | |
| 6.0 | Santiago         | 09. November 2010    | 30. November 2020 (ELS: 30. Juni 2024)   | 4.0                | Kernel 2.6.32, Gnome 2.28, KDE SC 4.3, KVM (kein Xen), ext4, XFS, kein Itanium                                            |
| 6.1 | Santiago         | 19. Mai 2011         | 30. November 2020 (ELS: 30. Juni 2024)   | 4.0                | Kernel 2.6.32, Gnome 2.28, KDE SC 4.3, KVM (kein Xen), ext4, XFS, kein Itanium                                            |
| 6.2 | Santiago         | 6. Dezember 2011     | 30. November 2020 (ELS: 30. Juni 2024)   | 4.0                | Kernel 2.6.32, Gnome 2.28, KDE SC 4.3, KVM (kein Xen), ext4, XFS, kein Itanium                                            |
| 6.3 | Santiago         | 20. Juni 2012        | 30. November 2020 (ELS: 30. Juni 2024)   | 4.0                | Kernel 2.6.32, Gnome 2.28, KDE SC 4.3, KVM (kein Xen), ext4, XFS, kein Itanium                                            |
| 6.4 | Santiago         | 21. Februar 2013     | 30. November 2020 (ELS: 30. Juni 2024)   | 4.0                | Kernel 2.6.32, Gnome 2.28, KDE SC 4.3, KVM (kein Xen), ext4, XFS, kein Itanium                                            |
| 6.5 | Santiago         | 21. November 2013    | 30. November 2020 (ELS: 30. Juni 2024)   | 4.0                | Kernel 2.6.32, Gnome 2.28, KDE SC 4.3, KVM (kein Xen), ext4, XFS, kein Itanium                                            |
| 6.6 | Santiago         | 14. Oktober 2014     | 30. November 2020 (ELS: 30. Juni 2024)   | 4.0                | Kernel 2.6.32, Gnome 2.28, KDE SC 4.3, KVM (kein Xen), ext4, XFS, kein Itanium                                            |
| 6.7 | Santiago         | 22. Juli 2015        | 30. November 2020 (ELS: 30. Juni 2024)   | 4.0                | Kernel 2.6.32, Gnome 2.28, KDE SC 4.3, KVM (kein Xen), ext4, XFS, kein Itanium                                            |
| 6.8 | Santiago         | 11. Mai 2016         | 30. November 2020 (ELS: 30. Juni 2024)   | 4.0                | Kernel 2.6.32, Gnome 2.28, KDE SC 4.3, KVM (kein Xen), ext4, XFS, kein Itanium                                            |
| 6.9 | Santiago         | 21. März 2017        | 30. November 2020 (ELS: 30. Juni 2024)   | 4.0                | Kernel 2.6.32, Gnome 2.28, KDE SC 4.3, KVM (kein Xen), ext4, XFS, kein Itanium                                            |
| 6.10 | Santiago         | 19. Juni 2018        | 30. November 2020 (ELS: 30. Juni 2024)   | 4.0                | Kernel 2.6.32, Gnome 2.28, KDE SC 4.3, KVM (kein Xen), ext4, XFS, kein Itanium                                            |
| 7.0 | Maipo            | 10. Juni 2014        | 30. Juni 2024 (ELS: 30. Juni 2028)       | 4.1                | Kernel 3.10, Standarddateisystem XFS, 32-Bit-Systeme (x86-32) werden nicht mehr unterstützt. RHEL7 basiert auf Fedora 19. |
| 7.1 | Maipo            | 5. März 2015         | 30. Juni 2024 (ELS: 30. Juni 2028)       | 4.1                | Kernel 3.10, Standarddateisystem XFS, 32-Bit-Systeme (x86-32) werden nicht mehr unterstützt. RHEL7 basiert auf Fedora 19. |
| 7.2 | Maipo            | 19. November 2015    | 30. Juni 2024 (ELS: 30. Juni 2028)       | 4.1                | Kernel 3.10, Standarddateisystem XFS, 32-Bit-Systeme (x86-32) werden nicht mehr unterstützt. RHEL7 basiert auf Fedora 19. |
| 7.3 | Maipo            | 3. November 2016     | 30. Juni 2024 (ELS: 30. Juni 2028)       | 4.1                | Kernel 3.10, Standarddateisystem XFS, 32-Bit-Systeme (x86-32) werden nicht mehr unterstützt. RHEL7 basiert auf Fedora 19. |
| 7.4 | Maipo            | 1. August 2017       | 30. Juni 2024 (ELS: 30. Juni 2028)       | 4.1                | Kernel 3.10, Standarddateisystem XFS, 32-Bit-Systeme (x86-32) werden nicht mehr unterstützt. RHEL7 basiert auf Fedora 19. |
| 7.5 | Maipo            | 10. April 2018       | 30. Juni 2024 (ELS: 30. Juni 2028)       | 4.1                | Kernel 3.10, Standarddateisystem XFS, 32-Bit-Systeme (x86-32) werden nicht mehr unterstützt. RHEL7 basiert auf Fedora 19. |
| 7.6 | Maipo            | 30. Oktober 2018     | 30. Juni 2024 (ELS: 30. Juni 2028)       | 4.1                | Kernel 3.10, Standarddateisystem XFS, 32-Bit-Systeme (x86-32) werden nicht mehr unterstützt. RHEL7 basiert auf Fedora 19. |
| 7.7 | Maipo            | 6. August 2019       | 30. Juni 2024 (ELS: 30. Juni 2028)       | 4.1                | Kernel 3.10, Standarddateisystem XFS, 32-Bit-Systeme (x86-32) werden nicht mehr unterstützt. RHEL7 basiert auf Fedora 19. |
| 7.8 | Maipo            | 31. März 2020        | 30. Juni 2024 (ELS: 30. Juni 2028)       | 4.1                | Kernel 3.10, Standarddateisystem XFS, 32-Bit-Systeme (x86-32) werden nicht mehr unterstützt. RHEL7 basiert auf Fedora 19. |
| 7.9 | Maipo            | 29. September 2020   | 30. Juni 2024 (ELS: 30. Juni 2028)       | 4.1                | Kernel 3.10, Standarddateisystem XFS, 32-Bit-Systeme (x86-32) werden nicht mehr unterstützt. RHEL7 basiert auf Fedora 19. |
| 8.0 | Ootpa            | 7. Mai 2019          | 31. Mai 2029 (ELS: 31. Mai 2032)         | 4.1                | Kernel 4.18.0. RHEL8 basiert auf Fedora 28.                                                                               |
| 8.1 | Ootpa            | 5. November 2019     | 31. Mai 2029 (ELS: 31. Mai 2032)         | 4.1                | Kernel 4.18.0. RHEL8 basiert auf Fedora 28.                                                                               |
| 8.2 | Ootpa            | 21. April 2020       | 31. Mai 2029 (ELS: 31. Mai 2032)         | 4.1                | Kernel 4.18.0. RHEL8 basiert auf Fedora 28.                                                                               |
| 8.3 | Ootpa            | 3. November 2020     | 31. Mai 2029 (ELS: 31. Mai 2032)         | 4.1                | Kernel 4.18.0. RHEL8 basiert auf Fedora 28.                                                                               |
| 8.4 | Ootpa            | 18. Mai 2021         | 31. Mai 2029 (ELS: 31. Mai 2032)         | 4.1                | Kernel 4.18.0. RHEL8 basiert auf Fedora 28.                                                                               |
| 8.5 | Ootpa            | 9. November 2021     | 31. Mai 2029 (ELS: 31. Mai 2032)         | 4.1                | Kernel 4.18.0. RHEL8 basiert auf Fedora 28.                                                                               |
| 8.6 | Ootpa            | 10. Mai 2022         | 31. Mai 2029 (ELS: 31. Mai 2032)         | 4.1                | Kernel 4.18.0. RHEL8 basiert auf Fedora 28.                                                                               |
| 8.7 | Ootpa            | 7. November 2022     | 31. Mai 2029 (ELS: 31. Mai 2032)         | 4.1                | Kernel 4.18.0. RHEL8 basiert auf Fedora 28.                                                                               |
| 8.8 | Ootpa            | 16. Mai 2023         | 31. Mai 2029 (ELS: 31. Mai 2032)         | 4.1                | Kernel 4.18.0. RHEL8 basiert auf Fedora 28.                                                                               |
| 8.9 | Ootpa            | 14. November 2023    | 31. Mai 2029 (ELS: 31. Mai 2032)         | 4.1                | Kernel 4.18.0. RHEL8 basiert auf Fedora 28.                                                                               |
| 8.10 | Ootpa            | 22. Mai 2024         | 31. Mai 2029 (ELS: 31. Mai 2032)         | 4.1                | Kernel 4.18.0. RHEL8 basiert auf Fedora 28.                                                                               |
| 9.0 | Plow             | 17. Mai 2022         | 31. Mai 2024 (ELS: 31. Mai 2026)         | 4.1                | Kernel 5.14.0. RHEL9 basiert auf CentOS Stream 9 und dieses wiederum auf Fedora 34.                                       |
| 9.1 | Plow             | 15. November 2022    | 09. Mai 2023                             | 4.1                | Kernel 5.14.0. RHEL9 basiert auf CentOS Stream 9 und dieses wiederum auf Fedora 34.                                       |
| 9.2 | Plow             | 10. Mai 2023         | 31. Mai 2025 (ELS: 31. Mai 2027)         | 4.1                | Kernel 5.14.0. RHEL9 basiert auf CentOS Stream 9 und dieses wiederum auf Fedora 34.                                       |
| 9.3 | Plow             | 7. November 2023     | 29. April 2024                           | 4.1                | Kernel 5.14.0. RHEL9 basiert auf CentOS Stream 9 und dieses wiederum auf Fedora 34.                                       |
| 9.4 | Plow             | 30. April 2024       | 30. April 2026 (ELS: 30. April 2028)     | 4.1                | Kernel 5.14.0. RHEL9 basiert auf CentOS Stream 9 und dieses wiederum auf Fedora 34.                                       |
| 9.5 | Plow             | 12. November 2024    | Mit Erscheinen von 9.6                   | 4.1                | Kernel 5.14.0. RHEL9 basiert auf CentOS Stream 9 und dieses wiederum auf Fedora 34.                                       |
| Legende:Ältere Version; nicht mehr unterstütztÄltere Version; noch unterstütztAktuelle VersionAktuelle VorabversionZukünftige Version |                  |                      |                                          |                    | |

Anmerkungen
In regelmäßigen Abständen entwickelt das Unternehmen Red Hat, mit meist nur geringfügigen Änderungen, aus einer Fedora-Version das Produkt Red Hat Enterprise Linux, (RHEL) dessen Versionen im Gegensatz zu Fedora sehr lange gepflegt werden: